# Welcome to Demon School! Iruma-kun
Welcome to Demon School! Iruma-kun (魔入りました！入間くん?, Mairimashita! Iruma-kun, lett. "Demone iscritto Iruma!") è un manga scritto e disegnato da Osamu Nishi, pubblicato sulla rivista shōnen Weekly Shōnen Champion di Akita Shoten dal 2 marzo 2017. Un adattamento anime realizzato da Bandai Namco Pictures è stato trasmesso dal 5 ottobre 2019 al 4 marzo 2023. Una quarta stagione è in produzione.

## Trama
Iruma Suzuki, un ragazzo umano di 14 anni, viene venduto a un demone dai suoi genitori in cambio di denaro. Il demone, noto come Sullivan, porta Iruma nel mondo dei demoni, ma inaspettatamente gli rivela che lo vuole soltanto come suo nipote. Inoltre lo iscrive alla scuola per demoni Babyls, dove svolge il ruolo di preside, e dove Iruma fa rapidamente amicizia con i demoni Alice Asmodeus e Clara Valac. Tuttavia, Sullivan gli dice che dovrà tenere nascosto il fatto di essere un umano, poiché verrà mangiato se qualcuno lo scoprisse. Iruma giura quindi di non rivelare la sua vera natura, anche se comincia a distinguersi tra gli studenti per via delle situazioni e avventure più disparate.

## Personaggi

### Personaggi principali
Iruma Suzuki (鈴木入間?, Suzuki Iruma)
Doppiato da: Ayumu Murase
Iruma è un ragazzo di 14 anni che viene adottato da Sullivan come suo nipote, dopo che i suoi genitori glielo hanno venduto per denaro. A causa della sua natura altruista, non è in grado di rifiutare una richiesta. A causa della negligenza dei suoi genitori, non era riuscito a frequentare la scuola, svolgendo invece una varietà di lavori sin dalla giovane età. Questo lo ha portato a essere in grado di schivare qualsiasi cosa. Questa abilità gli fa guadagnare il rispetto e l'ammirazione di Alice, che in seguito diventa il suo primo amico a Babyls dopo che Iruma ha schivato tutti i suoi attacchi. Iruma ha uno stomaco senza fondo, ed è in grado di mangiare anche le porzioni di cibo più grandi senza difficoltà. I demoni stessi considerano Iruma un vero demone proprio per la sua fame impareggiabile. Iruma è gentile e si diverte ad aiutare le persone, nonostante gli inconvenienti che ciò può comportare. Durante il rituale di evocazione dei famigli, Iruma, essendo umano, rende il suo stesso professore, Kalego Naberius, suo famiglio, mentre durante gli esami di posizionamento del rango di demone il suo rango non è calcolabile, e invece di un distintivo riceve l'Anello Divoratore, che ospita uno spirito in grado di drenare l'energia magica di chiunque gli stia accanto quando affamato, e che diventa la sua principale fonte magica in quanto Sullivan vi immagazzina la sua energia; non sapendo, quindi, come catalogarlo viene inserito nel rango più basso: Alef. A causa di un episodio in cui lo spirito del suo anello, Alikred, induce una sorta di Ciclo del Male su Iruma, la sua personalità cambia: diventa aggressivo e arrogante, ma non sminuisce gli altri e rispetta le capacità individuali di ciascuno dei suoi compagni di classe, riuscendo persino a sfruttarli al massimo delle loro potenzialità, segno che la sua gentilezza interiore non viene intaccata. Le ragazze demone restano ammaliate dal suo improvviso cambiamento infatuandosi di lui. In seguito riesce a tornare al suo stato normale. A causa del modo in cui ha comandato i suoi compagni, durante il suo Ciclo del Male, assieme a tutti i successi che, in diverse occasioni, ottiene, Iruma è considerato da molti il capo non ufficiale della Classe dei Disadattati.
Sullivan (サリバン?, Sariban)
Doppiato da: Takaya Kuroda
Il preside della scuola per demoni Babyls, appare come un uomo anziano con due corna. È uno dei tre demoni nel mondo dei demoni classificati come Yodh (Tet nell'anime) conosciuti come i Tre Grandi, ovvero i demoni più potenti e influenti nella società dopo il Re dei Demoni. Pertanto, è un possibile candidato per il ruolo di nuovo Re dei Demoni dalla scomparsa dell'ultimo. Acquista e, successivamente, adotta Iruma come nipote. Lo ha fatto in modo da poter colmare il vuoto che sentiva ogni volta che andava a una riunione con i suoi pari e amici Belial e Levi, che dicevano cose straordinarie sui propri nipoti. Nonostante ciò adora il suo nuovo nipote, e lo dimostra con doni e attenzione. Nel tentativo di aiutare Iruma a non attirare troppa attenzione su di sé, lo mette insieme ad Alice e Clara nella Classe dei Disadattati. Nonostante i difetti, Iruma gli vuole molto bene, poiché Sullivan è stato il primo a dimostrargli vero affetto e dargli una casa dove vivere, a differenza del mondo umano dove Iruma non aveva nessuno.
Opera (オペラ?)
Doppiato da: Mitsuki Saiga
L'assistente di Lord Sullivan, che appare come un demone con orecchie e coda di gatto, dal genere non definito e lavora anche come una sorta di segretario. Opera vive nella stessa casa di Sullivan e Iruma, dove gestisce le faccende domestiche. Lui e Sullivan hanno un rapporto padrone-servitore, con quest'ultimo che fa molto affidamento sulle capacità e sui consigli di Opera per aiutare Iruma. Opera è anche uno dei quattro demoni a conoscenza della vera natura di Iruma, mentre gli altri tre sono Sullivan, Balam e Ameri. Il rango e l'esatta sessualità di Opera sono attualmente sconosciute. All'inizio è dubbioso sulla scelta di Sullivan di adottare Iruma in quanto umano, ma quando inizia ad aiutarlo si affeziona a lui. Umoristicamente, Opera è stato compagno di classe di Kalego Naberius durante il suo periodo come studente a Babyls, ed è l'unica persona che Kalego sembra davvero temere.
Alice Asmodeus (アスモデウス・アリス?, Asumodeusu Arisu)
Doppiato da: Ryōhei Kimura
Il migliore amico di Iruma e compagno fedele dopo aver perso una battaglia contro di lui (dove schivò tutti i suoi attacchi) il suo primo giorno a Babyls, e rappresentante dei nuovi studenti, con i voti più alti nell'esame di ammissione. Il suo grado e potere superano quelli della maggior parte delle matricole e ha la capacità di manipolare il fuoco. È generalmente molto calmo, ma quando Iruma viene coinvolto in qualcosa diventa molto emotivo, e tende ad arrossire alludendo al fatto che potrebbe essere innamorato di lui, competendo anche con Clara quando diventa troppo invadente nei suoi riguardi. Il suo famiglio è un Serpente Gorgone bianco che come lui manipola il fuoco, e il suo rango è Daleth.
Clara Valac (ウァラク・クララ?, Waraku Kurara)
Doppiata da: Ayaka Asai
Una ragazza molto strana (anche per gli standard dei demoni) ed energica che vuole giocare costantemente. Ha la capacità di replicare tutto ciò che ha visto dalle sue tasche, convincendo gli altri demoni a giocare con lei tramite degli snack fino a quando non incontra Iruma, il quale le dice che non ha bisogno di essere convinto per giocare con lei dal momento che gli è davvero piaciuta la sua compagnia, il che aumenta la fiducia di Clara nei suoi confronti e diventa così la sua migliore amica insieme ad Alice. Il suo famiglio è una rara creatura simile a un dinosauro che ha chiamato Falfal, ma il loro rapporto sembra funzionare al contrario, con Clara che esegue i suoi comandi. Il suo rango è Daleth.
Ameri Azazel (アザゼル・アメリ?, Azazeru Ameri)
Doppiata da: Saori Hayami
Una demone dalle orecchie di volpe che svolge il ruolo di presidente del consiglio studentesco di Babyls, nonostante sia solo del secondo anno. Anche se è dignitosa e molto rispettata tra gli studenti, è segretamente una fan del mondo umano, in quanto la sua famiglia custodisce da generazioni dei "testi proibiti", che in realtà sono dei manga shōjo. Proprio per questo Ameri è la prima studentessa a sospettare che Iruma sia un essere umano, nonostante la comune convinzione che gli umani siano un mito, quando vede come egli sia in grado di leggerli mentre la lingua degli umani è sconosciuta ai demoni. Il sospetto, in realtà, era già nato dopo aver visto il ragazzo evocare un ciliegio, anch'esso non esistente nell'Altro Mondo, ma quando, poi, la ragazza si rende conto di poter avere finalmente la possibilità di sapere cosa c'è scritto nei suoi amati "testi proibiti", decide di aspettare che Iruma glieli legga tutti prima di approfondire la questione se lui sia davvero umano. Successivamente conferma i suoi sospetti e diventa sua amica, sviluppando anche dei sentimenti per lui. Il suo rango è Vau ed è il più alto tra gli studenti.
Kalego Naberius (ナベリウス・カルエゴ?, Naberiusu Karuego)
Doppiato da: Daisuke Ono
L'insegnante della classe di Iruma, caratterizzato da uno sguardo perennemente truce e un comportamento severo. Diventa accidentalmente il famiglio di Iruma per un anno durante il rituale di evocazione dei famigli, a causa del suo sigillo impresso sul foglio di convocazione che ha dato agli studenti, in quanto, essendo umano, Iruma può evocare i demoni stessi. La sua forma da famiglio è quella di un pulcino di gufo bianco con ali di pipistrello, piccole corna nere e piccoli artigli su braccia e gambe, con solo la sua espressione e il suo ciuffo che rimandano alla sua vera forma. È stato assegnato alla Classe dei disadattati perché, a causa di Iruma, che lo aveva lasciato in forma di famiglio, Kalego non ha potuto partecipare alla riunione di assegnamento delle classi e usare la propria influenza per farsene assegnare una meno problematica. Nonostante questo, il suo astio nei confronti degli studenti assegnatigli non lo spinge a essere ingiusto con loro. Il suo rango è Cheth, il più alto di tutti gli insegnanti di Babyls, con l'eccezione del preside Sullivan e del suo amico Balam Shichirou, che ha lo stesso rango.

### Classe dei Disadattati
Una classe costituita da studenti di difficile gestione o che, comunque, sono in un modo o nell'altro diversi rispetto agli altri studenti. Iruma vi è assegnato da Sullivan nella speranza che il ragazzo, in mezzo a tutti questi studenti così eccentrici e quindi anche molto appariscenti, non sia notato, ma la cosa ha l'effetto contrario dato che Iruma finisce sempre per finire al centro dell'attenzione. Inizialmente era considerata, dal resto degli studenti, solo una classe di compagni eccentrici e piantagrane, ma poi, dopo i vari risultati che i suoi membri ottengono, sono ancora considerati strani, ma sono anche ammirati.
Sabro Sabnock (サブノック・サブロ?, Sabunokku Saburo)
Doppiato da: Takuya Satō
Un ragazzo alto ben oltre due metri e muscoloso, secondo figlio della prestigiosa famiglia Sabnock, nota per l'abilità nella creazione di armi: può creare un'arma da qualsiasi cosa morda, e proprio per questo indossa una collana di materiali diversi attorno al collo. Il suo obiettivo è quello di diventare il prossimo Re dei Demoni solo perché è il rango più alto che si possa raggiungere nell'Altro Mondo. Durante la Cerimonia d’Apertura, ha attaccato un insegnante credendo che sarebbe stato il modo più veloce per ottenere un rango più alto, venendo invece messo nella Classe dei Disadattati. Nonostante l'aspetto da teppista, è molto bravo a scuola e si impegna nello studio, poiché ritiene che la conoscenza sia essenziale se intende diventare il prossimo Re dei Demoni. Mostra rispetto per Iruma dopo gli esami per l'ottenimento del rango e lo vede come il suo rivale. Con Clara va d'accordo, e spesso lascia che la ragazza si arrampichi sulla sua spalla, facendosi portare in giro, mentre con Alice non potrebbe esserci meno animosità, dato che i due sono in grado di mettersi a litigare quasi per ogni cosa. Dato che è un perfetto conoscitore delle profezie sui Re dei Demoni, diversi indizi gli lasciano credere che forse il prossimo a diventarlo potrebbe essere Iruma. Il suo famiglio è un Kelpie e il suo rango attuale è Daleth.
Crocell Keroli / Kuromu (クロケル・ケロリ / くろむ?, Kurokeru Kerori / Kuromu)
Doppiata da: Nao Tōyama
Una ragazzina la cui famiglia ha la capacità di manipolare il ghiaccio, quindi è debole al calore e può svenire se abusa delle sue capacità o si emoziona troppo. Vive segretamente una doppia vita come la Dem-dol Kuromu, in quanto è rimasta incantata dal fiume di emozioni trasmesse da tale professione. Come studentessa, indossa degli speciali occhiali incantati che impediscono agli altri studenti di riconoscerla. Si è iscritta alla Classe dei Disadattati a causa del suo programma di lavoro. Il suo famiglio è simile a una volpe delle nevi e il suo rango attuale è Daleth.
Jazz M. Andro (アンドロ・Ｍ・ジャズ?, Andoro M Jazu)
Doppiato da: Tetsuya Kakihara
È il secondo figlio della famiglia Andro la cui abilità caratteristica è Occhiata furtiva, che gli consente simultaneamente di identificare gli oggetti su un bersaglio e la via più breve per rubarli, estendendo le dita come serpenti per rubare le cose. Viene assegnato alla Classe dei Disadattati a causa del suo tentativo di saccheggiare gli altri studenti il giorno della Cerimonia d’Apertura. Il suo rango attuale è Daleth.
Lied Shax (シャックス・リード?, Shakkusu Rīdo)
Doppiato da: Yoshitaka Yamaya
Un demone appassionato di videogiochi e giochi d'azzardo, con un brivido per le poste alte. È stato inserito nella Classe dei Disadattati a causa di un gioco d'azzardo andato storto il giorno della Cerimonia d’Apertura. La magia della sua famiglia è Furto di senso, che gli consente di rubare e usare uno dei cinque sensi del suo bersaglio, rendendogli l'organo corrispondente nero. Il suo rango attuale è Daleth.
Elisabetta X (イクス・エリサベッタ?, Ikusu Erisabetta)
Doppiata da: Kaede Hondo
Una demone alta e bellissima la cui magia, "Calibro di pieno amore", fa sì che quelli ben disposti a lei cerchino di ottenere il suo favore. Non è brava a studiare e ha un forte desiderio di puro amore. Il suo rango attuale è Daleth.
Kamui Caim (カイム・カムイ?, Kaimu Kamui)
Doppiato da: Gakuto Kajiwara
Un demone simile a un gufo dalla personalità perversa e che ironicamente è un gentiluomo. È stato inserito nella Classe dei Disadattati a causa delle continue molestie nei confronti delle studentesse. La sua magia è un traduttore universale. Il suo rango attuale è Gimel.
Piquero Agares (アガレス・ピケロ?, Agaresu Pikero)
Doppiato da: Takuto Yoshinaga
Un demone che sonnecchia costantemente su una nuvola. Crede che "il numero minimo di giorni di frequenza è buono" ed è stato inserito nella Classe dei Disadattati a causa del suo dormire. Indossa sempre una benda per dormire, che quando viene tolta rivela il suo viso straordinariamente bello, tanto che quando lo fa la prima volta, tutti restano scioccati dal vederlo. Il suo rango attuale è Daleth.
Goemon Gaap (ガープ・ゴエモン?, Gāpu Goemon)
Doppiato da: Genki Okawa
Un demone che ha molti capelli che gli coprono il viso e il corpo. Gaap parla in modo vecchio stile, simile a un samurai, ed è in grado di creare la lama della sua spada con l'aria, utilizzandola anche come boomerang. Il suo rango attuale è Daleth.
Schneider Allocer (アロケル・シュナイダー?, Arokeru Shunaidā)
Doppiato da: Shunichi Toki
Un demone con una faccia da leone simile a un cartone animato. In realtà è molto intelligente e parla attraverso dei proverbi. Scolasticamente molto brillante, agli esami di metà anno ottiene il punteggio più alto tra tutti gli studenti del primo anno. Il suo rango è Daleth.
Soi Purson (パーソン・ソイ?, Pāson Soi)
Un demone dalla personalità tranquilla e distante, e con le ali sempre presenti ma più piccole del normale. Il suo rango è Beth. La sua magia gli permette di passare inosservato a prescindere da cosa accada attorno a sé.

### Scuola per demoni di Babyls
Shichirou Balam (バラム・シチロウ?, Baramu Shichirou)
Un insegnante di Babyls. È un buon amico di Kalego poiché erano compagni di classe quando erano più giovani. Nonostante il suo aspetto, caratterizzato da una postura alta e imponente, gambe da uccello, capelli lunghi e una maschera che gli copre una ferita sulla bocca, è una persona molto gentile, ed è uno dei pochi demoni a conoscenza della vera natura di Iruma: sin da quando era bambino, Balam è sempre stato convinto dell'esistenza degli umani, ma ben presto quello che agli altri appariva come una semplice passione infantile, diventò presto un'ossessione che lo espose agli scherni dei coetanei; nonostante tutto, Balam non ha mai smesso di crederci senza sosta, fino a che, dopo essere diventato insegnante di Storia e Zoologia demoniache, non inizia a insegnare alla classe di Iruma, che gli rivela il proprio segreto. Invece di esporlo, Balam, decide di aiutarlo e comincia a fornirgli lezioni private per insegnargli ad orientarsi meglio nell'Altro Mondo. Il suo rango è Cheth.
Suzy Stolas (ストラス・スージー?, Sutorasu Sújī)
Doppiata da: Arai Satomi
Un'insegnante di Babyls che insegna Demobotanica, su cui si basano i suoi poteri, e agisce anche come coordinatrice degli eventi. È caratterizzata da una personalità molto calma, dall'emettere ogni tanto versi simili a singhiozzi e dalla bocca simile a quella di un gatto.
Robin Balse (バルス・ロビン?, Barusu Robin)
Doppiato da: Takuto Yoshinaga
Un nuovo insegnante di Babyls che insegna a rendere più saldo il legame tra gli studenti e i loro famigli. È dotato di una personalità allegra e spensierata, cosa che infastidisce molto il suo collega Kalego. La sua magia, "A colpo sicuro", gli permette di scagliare una freccia che colpisce il suo bersaglio, qualunque sia la distanza e gli ostacoli.
Raim (ライム?, Raimu)
Un'insegnante succube che insegna seduzione per sole ragazze. La sua magia, "Sexyscopio", le permette di misurare la capacità delle abilità seduttive di chi guarda.
Blushenko Buer (ブエル・ブルシェンコ?, Bueru Burashenko)
Doppiato da: Daishi Nakamura
Un insegnante di Babyls, caratterizzato da un naso a punta. La sua magia, "Fattore curativo", gli permette di rigenerare le sue ferite fintanto che ha ancora mana, rendendolo effettivamente immortale, anche se continua a sentire il dolore. È lui l'insegnante che Sabnock ha attaccato il giorno della cerimonia d'apertura.
Momonoki Morax (モラクス・モモノキ?, Morakkusu Momonoki)
Un'insegnante di Babyls che insegna lezioni di magia. Nonostante la sua posizione, si dimostra piuttosto timida e prova dei sentimenti per il suo collega Kalego, in particolare quando si trova nella sua forma da famiglio, che lei trova adorabile.
Morax (モラクス?, Morakkusu)
Doppiata da: Hiroshi Shimozaki
Un'insegnante di Babyls.
Furcas (ファーカス?, Fākasu)
Un'insegnante di Babyls.

### Torre di Babele
Belial (ベリアール?, Beriāru)
Doppiato da: Tomohisa Asō
Un membro delle Tredici corone nonché dei Tre Grandi, rendendolo un possibile candidato come nuovo Re dei Demoni. Ha l'aspetto di un vecchietto dalla pelle bruna e con due corna nere che gli spuntano dal cappello.
Levi (レヴィ?, Revi)
Doppiata da: Miki Narahashi
Un membro delle Tredici corone nonché dei Tre Grandi, rendendola una possibile candidata come nuovo Re dei Demoni. Ha l'aspetto di una donna con lunghi capelli celesti.
Belzebuth (ベルゼビュート?, Beruzebyūto)
Doppiato da: Yōji Ueda
Un membro delle Tredici corone nonché secondo in comando dei Tre Grandi. Sulla testa presenta delle antenne da insetto.
Astaroh (アスタロウ?, Asutarou)
Un membro delle Tredici corone, conosciuto come il Veggente.
Amaryllis Asmodeus (アスモデウス・アムリリス?, Asumodeusu Amuririsu)
Doppiata da: Yumi Kakazu
Un membro delle Tredici corone, conosciuta come Signore della seduzione, nonché la madre di Alice. È una madre molto entusiasta del figlio, ma possiede, fedele al suo titolo, una mente un po' perversa, cosa che porta Alice a cercare di tenerla il più lontano possibile per non metterlo in imbarazzo. È stata, inoltre, l'insegnante della professoressa Raim durante il suo periodo a Babyls.
Glasya (グラシャ?, Gurasha)
Un membro delle Tredici corone, conosciuto come l’Oscuro Signore.
Amaymon (アマイモン?, Amaimon)
Doppiato da: Yoko Tadokoro
Un membro delle Tredici corone, conosciuto come Signore dei quattro punti cardinali. Ha l'aspetto di un licantropo blu.
Paimon (パイモン?)
Doppiata da: Arisa Sakuraba
Un membro delle Tredici corone, conosciuta come Spirito Primordiale. Si presenta come una bambina dai vestiti e modi aristocratici.
Behemolt (ベヘモルト?, Behemoruto)
Doppiato da: Robert Waterman
Un membro delle Tredici corone, conosciuto come Signore Ingordo. Presenta un grosso corpo rosa con due zanne da cinghiale, e infatti, fedele al suo titolo, mangia in qualunque situazione.
Henri Azazel (アザゼル・アンリ?, Azazeru Anri)
Doppiato da: Kōji Yusa
Un membro delle Tredici corone e capo della sicurezza del Controllo dei confini demoniaci, nonché il padre di Ameri. Prende molto sul serio il suo lavoro, arrestando chi trasgredisce le leggi dell'Altro Mondo e riportando indietro gli umani che vi finiscono; nonostante tutto si dimostra anche amorevole con la figlia, ed esattamente come lei sospetta che Iruma possa essere un umano.
Baal (バール?, Bāru)
Doppiato da: Junichi Suwabe
Un membro delle Tredici corone, conosciuto come Signore del tuono. Nonostante il suo atteggiamento educato, anche se in alcuni casi rissoso, è in realtà uno di quei demoni che vogliono tornare alle origini, ovvero distruggere il sistema dei ranghi affinché i demoni tornino a essere una razza sanguinaria, e per questo ha fondato il gruppo terroristico conosciuto come Sei Dita. Quando faceva parte della scuola di Babyls ha fondato il gruppo di Guerrieri dell'apparato magico, in cerca, appunto, di un modo per stravolgere l'equilibrio dell'Altro Mondo.

### Altri
Eiko Oni (鬼栄子?, Oni Eiko)
Doppiata da: Asami Haruna
Una demone che è stata salvata da Iruma da uno dei colpi di Alice durante il giorno della Cerimonia d’Apertura. Per questo inizia ad avere una cotta per Iruma, ma non riesce mai a parlargli dopo il rituale di evocazione dei famigli a causa del fatto che è stato inserito in una classe diversa. Il suo famiglio è una creatura simile a una volpe a forma di nuvola con ali di pipistrello.
Gaako (ガアコ?)
Doppiata da: Chitose Morinaga
Una demone dalle sembianze di una draghetta verde e amica di Eiko con cui è sempre in compagnia. Appare solo nell'anime.
Konatsu (コナツ?, Ko Natsu), Azuki (アヅキ?), Haruno (ハルノ?) e Dosanko (どさんこ?, Do-san ko)
Doppiate da: Maihara Yuka (Konatsu), Yamamoto Nozomi (Azuki), Ayako Mitani (Haruno) e Izawa Shiori (Dosanko)
Un gruppo di quattro studentesse che stravedono per i bei ragazzi, in particolare verso Alice. Konatsu, Azuki e Haruno sono caratterizzate dall'avere capelli, occhi e corna rispettivamente gialli, azzurri e rosa, mentre Dosanko è caratterizzata da un corpo minuto violetto e la testa monocola, ma nonostante questo possiede un alto grado di seduttività, cosa che la porta a unirsi al gruppo di Guerrieri Succubi.
Come-Come (カムカム?, Kamukamu)
Doppiato da: Hiroshi Shimozaki
Il proprietario del negozio di oggetti scolastici (che gli funge anche da casa) presente nella mensa. È piccolo di statura e indossa un costume che raffigura un qualche tipo di animale, da cui traspaiono solo i suoi due occhi gialli dal cappuccio. È molto interessato ai profitti e minaccia chiunque non lo paghi con una canna di bambù.
Consiglio studentesco
Un gruppo di studenti capitanato da Ameri, che supervisionano diversi compiti come l'organizzazione degli eventi, la disciplina studentesca e i gruppi dei Guerrieri. I membri sono Grave Gusion Sunny (グシオン・サニー・グレイヴ?, Gushion Sanī Gureivu) (doppiato da: Mark Ishii), Smoke Astaroth (アスタロト・スモーク?, Asutaroto Smōku) (doppiata da: Nozomi Yamamoto), Western Johnny Zagan (ザガン・ジョニー・ウエスタン?, Zagan Jonī Uesutan) (doppiato da: Takuya Eguchi) e Quichelight Kimaris (キマリス・キッシュライト?, Kimarisu Kisshuraito) (doppiato da: Taku Yashiro).
Famiglia Valac
La famiglia di Clara, con aspetto e personalità simili alla stessa. È composta dai fratelli minori Konchie e Keebow, i piccoli Sin Sin e Ran Ran e la mamma; gli altri membri sono il padre, sempre assente in quanto in viaggio per l'Altro Mondo come avventuriero, e il primogenito Urara, il quale, al contrario, presenta una personalità stoica, calma ed equilibrata.
Alikred (アリクレッド?, Arikureddo)
Lo spirito presente nell'Anello Divoratore di Iruma. Inizialmente si presenta come un'ombra simile a un fantasma, con una natura protettiva nei confronti di Iruma che lo porta ad assorbire l'energia magica di chiunque si avvicini a lui quando è affamato. Ottiene una personalità giocosa quando Iruma raggiunge il rango Beth, mentre a Gimel è in grado di comunicare con il suo padrone. Inavvertitamente cambia la personalità di Iruma in modo simile al Ciclo del Male dei demoni. Risolto questo episodio, cambia forma assumendo un piccolo aspetto umanoide con due orecchie prominenti, un solo occhio e indossa gilet e pantaloni neri.
Kiriwo Ami (アミィ・キリヲ?, Amii Kiriwo)
Doppiato da: Ryōta Ōsaka
Kiriwo è uno studente di Babyls, specializzato nel creare barriere magiche, e che, nonostante un lungo periodo nella scuola, è ancora di rango Bet (2), per via della sua scarsa quantità di potere magico. Proprio a causa di questo, in passato, venne disconosciuto dalla famiglia, una delle più rinomate nell'Altro Mondo, e mandato al Giardino dei delinquenti, un luogo di rieducazione dove l'unica a considerarlo un amico era una ragazza di nome Yumeko Culus. Quando, però, dei bulli cercarono di buttarle via il ciondolo portafortuna della nonna, Kiriwo cercò di riprenderlo, ma abbassando la guardia il suo potere venne meno e il ciondolo precipitò, cosa che portò Yumeko alla disperazione; guardando il suo volto, però, per la prima volta Kiriwo si emozionò molto, portandolo quindi a dedurre che la sua ragione di vita era quella di far disperare gli altri, sviluppando una personalità sadica. In seguito venne mandato a Babyls dove conobbe Baal, il quale, attratto dalla sua visione contorta, gli rivela il suo piano di far tornare l'Altro Mondo alle origini, facendogli pregustare così una grande quantità di disperazione dal caos scaturito.
Bathon Baraki (バトンバラキ?, Baton Baraki)
Doppiato da: Taku Yatsushiro
Il presidente del gruppo dei Guerrieri delle trasmissioni.
Silvia Sabnock (サンブノック・シルビア?, Sanbunokku Shirubia)
Doppiata da: Haruna Asami
La sorellina di Sabro.
Derkila (デルキラ?, Derukira)
Il famigerato e famoso Re dei demoni. Anni prima, ai tempi della sua infanzia, aveva frequentato la scuola dei demoni, dove sta adesso Iruma. Le capacità che Derkila aveva dimostrato durante il suo periodo scolastico furono impareggiabili. Fu così creata per lui l'esclusiva stanza: la Royal One. Tutti i demoni di quel tempo vedendo le sue capacità, compresero subito che egli crescendo sarebbe diventato il nuovo re dei demoni. Alla fine ciò si avverò. Tempo dopo per circostanze misteriose, Darkila scomparve, facendo perdere le sue tracce, lasciando infine vuoto il trono del re dei demoni. Dopo di lui, non vi furono più altri re dei demoni. Prima di andarsene, Darkila impose un incantesimo, nella Royal One, per preservarla dallo scorrere del tempo. Alcuni demoni nel presente, sono ancora alla sua ricerca, altri si domandano perché Derkila, abbia scelto di andarsene e non farsi trovare.

## Media

### Manga
La serie viene serializzata sulla rivista shōnen Weekly Shōnen Champion della casa editrice Akita Shoten dal 2 marzo 2017. I capitoli vengono raccolti in volumi tankōbon a partire dal 7 luglio 2017; al 7 agosto 2025 questi ammontano a quarantaquattro.
Un manga spin-off, intitolato Makai no shuyaku wa wareware da! (魔界の主役は我！? lett. "Siamo i protagonisti del mondo dei demoni!"), ha iniziato la serializzazione su Weekly Shōnen Champion il 9 gennaio 2020. I capitoli vengono raccolti in volumi tankōbon a partire dall'8 giugno 2020; al 7 febbraio 2025 sono stati pubblicati ventuno volumi. Il 16 ottobre 2024 è stato annunciato che il manga è stato cancellato a causa di circostanze esterne.
Il 24 luglio 2023 sono stati annunciati altri due spin-off del manga. Il primo è uno spin-off sulla mafia scritto e disegnato da hiromono, intitolato Mairimashita! Iruma-kun if Episode of Mafia (魔入りました！入間くん if Episode of 魔フィア?), che ha iniziato la serializzazione su Bessatsu Shōnen Champion il 12 settembre 2023. Il secondo è un manga spin-off di cinque capitoli incentrato su Kalego Naberius scritto e disegnato da Nishi, intitolato Mairimashita! Iruma-kun: Kalego gaiden (魔入りました!入間くん外伝 ―カルエゴ編―?), che è stato serializzato su Weekly Shōnen Champion dal 7 dicembre 2023 al 18 gennaio 2024.

### Anime
Un adattamento anime è stato annunciato nel decimo numero di Weekly Shōnen Champion insieme a Beastars il 7 febbraio 2019. La serie di 23 episodi è animata da Bandai Namco Pictures e diretta da Makoto Moriwaki, con Kazuyuki Fudeyasu che gestisce la composizione della serie e Akimitsu Honma le musiche. NHK e NHK Enterprises sono accreditate per la produzione. La serie è stata trasmessa dal 5 ottobre 2019 al 7 marzo 2020 su NHK Educational TV. Da Pump ha cantato la sigla di apertura della serie Magical Babyrinth, mentre Yū Serizawa quella di chiusura Debikyū (デビきゅー?).
Una seconda stagione è stata annunciata e trasmessa per 21 episodi dal 17 aprile all'11 settembre 2021. I membri dello staff sono tornati a ricoprire i rispettivi ruoli. Da Pump ha cantato la sigla di apertura No! No! Satisfaction! mentre Amatsuki quella di chiusura, Kokoro Show Time (ココロショータイム?, Kokoro Shō Taimu).
L'11 settembre 2021 l'account Twitter dell'anime ha annunciato che è in fase di sviluppo una terza stagione. Quest'ultima è stata trasmessa a partire dall'8 ottobre 2022 al 4 marzo 2023. Fantastics from Exile Tribe canta la sigla di apertura Girigiri Ride it Out (ギリギリ Ride it out?) mentre Wednesday Campanella quella di chiusura Nabe bugyо̄ (鍋奉行?).
Il 17 novembre 2024 è stato annunciato che è in produzione la quarta stagione.
I diritti di distribuzione al di fuori dell'Asia sono acquistati da Crunchyroll che ha pubblicato la serie in versione sottotitolata in vari Paesi del mondo, tra cui l'Italia.

#### Episodi

##### Prima stagione
| Nº | Titolo italiano Giapponese 「Kanji」 - Rōmaji                                                                                | In onda          | In onda |
| Nº | Titolo italiano Giapponese 「Kanji」 - Rōmaji                                                                                | Giapponese       |         |
| 1  | Iruma, della scuola dei demoni 「悪魔学校の入間くん」 - Akuma gakkō no Iruma-kun                                             | 5 ottobre 2019   |         |
| 2  | Evocazione dei famigli! 「使い魔、召喚!」 - Tsukaima, shōkan!                                                                | 12 ottobre 2019  |         |
| 3  | Iruma e Clara 「入間とクララ」 - Iruma to KuraraAmici demoni 「悪魔のお友達」 - Akuma no otomodachi                          | 19 ottobre 2019  |         |
| 4  | La Classe dei Disadattati 「問題児クラス」 - Abunōmaru Kurasu                                                                | 26 ottobre 2019  |         |
| 5  | Colui che vuole diventare Re dei Demoni 「魔王を目指す者」 - Maō wo mezasu mono                                              | 2 novembre 2019  |         |
| 6  | La teoria di Ameri 「アメリの仮説」 - Ameri no kasetsu                                                                       | 9 novembre 2019  |         |
| 7  | Ricordi del Primo Amore 「初恋メモリー」 - Hatsukoi Memorī                                                                   | 16 novembre 2019 |         |
| 8  | Clara perde la testa 「クララにメロメロ」 - Kurara ni meromero                                                               | 23 novembre 2019 |         |
| 9  | La decisione e l'impegno di Iruma 「入間の決意、高鳴る努力」 - Iruma no Ketsui, takanaru doryoku                             | 30 novembre 2019 |         |
| 10 | Battaglia feroce, Esecuzione con la Palla di Cannone!! 「激闘、処刑玉砲!!」 - Gekitō, shokeigyokuhō!!                        | 7 dicembre 2019  |         |
| 11 | Insieme ai famigli 「使い魔といっしょ！」 - Tsukaima to issho!La Sfida del Guerriero 「師団の挑戦」 - Batora no chōsen       | 14 dicembre 2019 |         |
| 12 | La Caccia al Novellino!! 「1年生争奪戦！！」 - Rūkī Hanto!!                                                                  | 21 dicembre 2019 |         |
| 13 | I Guerrieri dell'Apparato magico 「▽魔具研究師団」 - Magu kenkyū batoraLa Cena dei Tredici 「13冠の集い」 - Sātīn・Dinā      | 28 dicembre 2019 |         |
| 14 | La Presentazione dei Guerrieri 「師団のお披露目」 - Batora no ohirome                                                        | 4 gennaio 2020   |         |
| 15 | La Stanza segreta di Kiriwo 「キリヲの隠し部屋」 - Kiriwo no kakushi beya                                                    | 11 gennaio 2020  |         |
| 16 | La vigilia della festa 「前夜祭」 - Zenyasai                                                                                 | 18 gennaio 2020  |         |
| 17 | Corri da Kiriwo, Iruma! 「走れ入間、キリヲのもとへ！」 - Hashire Iruma, Kiriwo no moto e!                                    | 25 gennaio 2020  |         |
| 18 | Cosa voglio più di tutto 「心から望むもの」 - Kokoro kara nozomu mono                                                        | 1º febbraio 2020 |         |
| 19 | Voglio continuare il tuo operato 「全部拾いたい」 - Zenbu hiroitaiGiornata in famiglia 「家族との時間」 - Kazoku to no jikan | 8 febbraio 2020  |         |
| 20 | Un premio splendido 「栄えある表彰」 - Haearu hyōshōTrattamento degli umani 「人間の処遇」 - Ningen no shogū                 | 15 febbraio 2020 |         |
| 21 | Dem-dol Kuromu! 「アクドルくろむちゃん！」 - Akudoru Kuromu-chan                                                             | 22 febbraio 2020 |         |
| 22 | Shock luccicante 「キラキラの衝撃」 - Kirakira no shōgeki                                                                    | 29 febbraio 2020 |         |
| 23 | Ti sei adattato perfettamente, Iruma! 「馴染みました！入間くん」 - Najimimashita! Iruma-kun                                  | 7 marzo 2020     |         |

##### Seconda stagione
| Nº | Titolo italiano Giapponese 「Kanji」 - Rōmaji                                                                 | In onda           | In onda |
| Nº | Titolo italiano Giapponese 「Kanji」 - Rōmaji                                                                 | Giapponese        |         |
| 24 | Il segreto dell'anello 「指輪の秘密」 - Yubiwa no himitsu                                                     | 17 aprile 2021    |         |
| 25 | La decisione di Ameri 「アメリの決断」 - Ameri no ketsudan                                                    | 24 aprile 2021    |         |
| 26 | Una demone adorabile 「乙女な悪魔」 - Otome na akuma                                                          | 1º maggio 2021    |         |
| 27 | Lo sguardo della Presidente del consiglio studentesco 「生徒会長の眺め」 - Seito kaichō no nagame             | 8 maggio 2021     |         |
| 28 | Invita gli amici! 「オトモダチご招待！」 - Otomodachi go shōtai!                                              | 15 maggio 2021    |         |
| 29 | Royal One 「王の教室」 - Roiyaru Wan                                                                          | 22 maggio 2021    |         |
| 30 | I docenti di Babyls 「悪魔学校の教師たち」 - Babirusu no kyōshitachi                                          | 29 maggio 2021    |         |
| 31 | Il miracolo di certi idioti 「道化師の奇跡」 - Dōkeshi no kiseki                                              | 5 giugno 2021     |         |
| 32 | Studiare nell'Altro Mondo 「魔界のお勉強」 - Makai no obenkyō                                                 | 12 giugno 2021    |         |
| 33 | La lezione di Balam 「バラムの授業」 - Baramu no jugyō                                                        | 19 giugno 2021    |         |
| 34 | Gli esami della Fine 「終末テスト」 - Shūmatsu TesutoChiacchiere fra ragazze 「ガールズトーク」 - Gāruzu Tōku | 26 giugno 2021    |         |
| 35 | Le visite a casa del professor Kalego 「カルエゴ先生の家庭訪問」 - Karuego sensei no katei hōmon              | 3 luglio 2021     |         |
| 36 | Walter Park 「ウォルターパーク」 - Worutā Pāku                                                                | 10 luglio 2021    |         |
| 37 | I compagni di gioco di tutti 「みんなの遊び相手」 - Minna no asobi aite                                       | 17 luglio 2021    |         |
| 38 | L'attacco delle bestie magiche 「魔獣襲撃」 - Majū shūgeki                                                    | 24 luglio 2020    |         |
| 39 | Il nome di questa emozione 「この感情の名前は」 - Kono kanjō no namae wa                                      | 31 luglio 2021    |         |
| 40 | L'Alabarda Definitiva 「最強の矛」 - Saikyō no hoko                                                           | 7 agosto 2021     |         |
| 41 | Il mio desiderio 「僕の欲」 - Boku no yoku                                                                    | 14 agosto 2021    |         |
| 42 | La casa di Clara 「クララのお家」 - Kurara no ouchi                                                           | 21 agosto 2021    |         |
| 43 | Un appuntamento da sogno 「夢見るデート」 - Yumemiru Dēto                                                     | 4 settembre 2021  |         |
| 44 | Colui che domina l'Altro Mondo 「魔界を統べる者」 - Makai o suberu mono                                       | 11 settembre 2021 |         |

##### Terza stagione
| Nº | Titolo italiano Giapponese 「Kanji」 - Rōmaji | In onda          | In onda |
| Nº | Titolo italiano Giapponese 「Kanji」 - Rōmaji | Giapponese       |         |
| 45 | Il nuovo trimestre della Classe dei Disadattati 「不適合クラスの新学期」 - Futekigō Kurasu no shin gakki                                                                 | 8 ottobre 2022   |         |
| 46 | Maestra Bachiko 「師匠バチコ」 - Shishō Bachiko | 15 ottobre 2022  |         |
| 47 | I veri sentimenti di Iruma 「入間の本音」 - Iruma no honne | 22 ottobre 2022  |         |
| 48 | Il segnale d'inizio della festa del raccolto 「収穫祭の狼煙」 - Shūkaku-sai no noroshi                                                                                   | 29 ottobre 2022  |         |
| 49 | Demoni furbi 「狡猾な悪魔」 - Kōkatsu na akuma | 5 novembre 2022  |         |
| 50 | Purezza demoniaca 「魔性のピュア」 - Mashō no Pyua | 12 novembre 2022 |         |
| 51 | La scatola dei giochi di Clara 「クララのおもちゃ箱」 - Kurara no omochahakoLe urla squarciano la notte 「叫び声の響く夜」 - Sakebigoe no hibiku yoru                    | 19 novembre 2022 |         |
| 52 | Possiamo fare amicizia con 100 demoni? 「お仲間100人できるかな」 - O nakama 100-ri dekiru ka naLo studente di cui essere fieri 「自慢の弟子たち」 - Jiman no deshi-tachi | 26 novembre 2022 |         |
| 53 | La provocazione dei fratelli Dorodoro 「ドロドロ兄弟の挑発」 - Dorodoro kyōdai no chōhatsu                                                                               | 3 dicembre 2022  |         |
| 54 | L'Iruma che conosco 「私の知るイルマは」 - Watashi no shiru Iruma wa | 10 dicembre 2022 |         |
| 55 | Toto il Genio 「魔神トートー」 - Majin Tōtō | 17 dicembre 2022 |         |
| 56 | Esprimi un desiderio con il tuo arco 「願いを弓に」 - Negai o yumi ni | 24 dicembre 2022 |         |
| 57 | La mia magia personale 「僕だけの魔術」 - Boku dake no majutsu | 7 gennaio 2023   |         |
| 58 | L'agonia di Lead 「リードの苦悩」 - Rīdo no kunō | 14 gennaio 2023  |         |
| 59 | Il valore di un arciere 「弓使いの真価」 - Yumidzukai no shinka | 21 gennaio 2023  |         |
| 60 | La fine della Festa del Raccolto 「収穫祭の終わり」 - Shūkaku-sai no owari                                                                                               | 28 gennaio 2023  |         |
| 61 | La foglia della leggenda 「伝説のリーフ」 - Rejendo Rīfu | 4 febbraio 2023  |         |
| 62 | Bentornato 「野球試合」 - Yakyū shiai | 11 febbraio 2023 |         |
| 63 | Il banchetto degli insegnanti 「教師陣の宴」 - Kyōshi-jin no utage | 18 febbraio 2023 |         |
| 64 | Amici demoniaci 「悪友」 - AkuyūSincere lezioni di cucina 「真心クッキング教室」 - Magokoro Kukkingu kyōshitsu                                                           | 25 febbraio 2023 |         |
| 65 | Ai miei cari amici 「トモダチへの言葉」 - Tomodachi e no kotoba | 4 marzo 2023     |         |

## Accoglienza
A gennaio 2020 i primi quindici volumi del manga avevano raggiunto 2,5 milioni di copie stimate in circolazione. A settembre 2020 il numero è salito a 5 milioni.